# Stéphane Morin
Stéphane Morin (* 27. März 1969 in Montreal, Québec; † 6. Oktober 1998 in Oberhausen) war ein kanadischer Eishockeyspieler. Während seiner Karriere spielte er für die Quebec Nordiques und Vancouver Canucks in der National Hockey League sowie die Berlin Capitals in der DEL.

## Karriere
Morin spielte zunächst drei Jahre von 1986 bis 1989 in der Quebec Major Junior Hockey League, davon ein Jahr bei den Cataractes de Shawinigan und zwei bei den Saguenéens de Chicoutimi. In seiner letzten Saison, in der er 186 Punkte in 70 Spielen erzielte, wurde er zum wertvollsten Spieler der Liga gewählt.
Nachdem der Center im NHL Entry Draft 1989 von den Quebec Nordiques in der dritten Runde an 43. Position ausgewählt worden war, erhielt er zur Saison 1989/90 seinen ersten Profivertrag. In den folgenden drei Spielzeiten bestritt der Kanadier 84 NHL-Partien für die Nordiques, kam aber auch immer wieder im Farmteam in der American Hockey League zum Einsatz. Nach dem Auslauf seines Vertrages wechselte Morin als Free Agent zu den Vancouver Canucks, wo er zwischen 1992 und 1994 nur noch sporadisch zu Einsätzen in der NHL kam. Ab der Saison 1994/95 lief Morin ausschließlich in der International Hockey League bei diversen Klubs auf. Dort schaffte er auf Anhieb die Leo P. Lamoureux Memorial Trophy, den Titel für den besten Punktesammler der Liga, zu gewinnen.
Zur Spielzeit 1998/99 wechselt Morin nach Europa und unterschrieb einen Kontrakt bei den Berlin Capitals aus der DEL, wo er als einer der Schlüsselspieler des Kaders verpflichtet wurde. Am 6. Oktober 1998 beim Meisterschaftsspiel gegen die Revierlöwen Oberhausen brach er auf der Ersatzbank zusammen und erlitt einen tödlichen Herzstillstand.

## Erfolge und Auszeichnungen
| - 1989 LHJMQ First All-Star Team - 1989 Trophée Michel Brière - 1989 Trophée Jean Béliveau | - 1994 AHL Second All-Star Team - 1995 Leo P. Lamoureux Memorial Trophy - 1995 IHL First All-Star Team |